# Sandon (Staffordshire)
Sandon – wieś w Anglii, w hrabstwie Staffordshire. Leży 7 km na północ od miasta Stafford i 202 km na północny zachód od Londynu. W 2011 liczba ludności wynosiła 361 osób.